# Thalatta modesta
Thalatta modesta là một loài bướm đêm trong họ Noctuidae.